# أحمد الخطاط (عثماني)
أحمد الخطاط (تُوفي في 3 أيار 1682 م) كان مسؤولًا تركيًا عثمانيًا يُبجل باعتباره قديسًا مسيحيًا. وبحسب المصادر المسيحية، اعتنق المسيحية واستُشهد في 3 أيار 1682، ولذلك يُحتفل به شهيدًا في هذا اليوم. الإشارات الوحيدة إليه موجودة في السير الذاتية المسيحية.

## الحياة
عاش أحمد في القسطنطينية خلال القرن السابع عشر وكان مسؤولاً في الحكومة التركية العثمانية قبل اعتناقه الإسلام.
يُحتفل به في 24 ديسمبر/ 6 يناير في الأرثوذكسية الشرقية تحت اسم كريستودولوس (باليونانية : Χριστόδουлος).

## فهرس
- يوريج ماكسيموف، "Svjatye Pravoslavnoj Tcerkvi، obrativshiesja iz islama." موسكو، 2002
- "سير القديسين" ، ٢٤ ديسمبر، جوستين بوبوفيتش
- "سير القديسين" ، 3 مايو، جوستين بوبوفيتش
- أحمد الخطاط (ΑΠΟ ΤΟ ΒΙΟ ΤΟΥ AΓΙΟΥ ΑΧΜΕΤ ΤΟΥ ΝΕΟΜΑΡΤΥΡΟΣ.) باللغة اليونانية
- القديس أحمد كالفا الشهيد الجديد (Άγιος Αχμέτ ο Κάлφας ο Νεομάρτυρας) باللغة اليونانية